# Bursaspor
Bursaspor är ett professionellt fotbollslag i turkiska högstadivisionen från Bursa, grundades 1 juli 1963. 
Den professionella “Süper Lig” hade grundats 1959. I Bursa fanns då fem amatörfotbollslag som slogs ihop 1963 för att bilda detta lag.
Klubbmärkets fem färger representerar dessa ursprungslag.
Grönvita Bursaspor startade sin första säsong 1963-64 i 2.Türkiye Ligi (division 2) och flyttade upp till högsta ligan efter att ha tagit hem titeln i division 2 säsongen 1966-67. 
Laget har varit i final i Ligacupen 1970-1971, 1973-1974, 1985-1986 (vinst) och 1991-1992. De har varit i final i Premiärministercupen 1970-1971 (vinst), 1973-1974 och 1991-1992 (vinst). 1995-1996 deltog laget med framgång i Intertotocupen. 
Säsongen 09/10 blev Bursaspor mästare i Süperlig för första gången i historien. Detta är även första gången ett femte lag vinner i den turkiska högsta divisionen. Övriga mästarna är Fenerbahce, Galatasaray, Besiktas och Trabzonspor. 

## Placering tidigare säsonger
| Säsong  | Nivå | Liga       | Placering | Referens | Notering                   |
| ------- | ---- | ---------- | --------- | -------- | -------------------------- |
| 2012/13 | 1    | Süper Lig  | 4         | [ 1 ]    |                            |
| 2013/14 | 1    | Süper Lig  | 8         | [ 2 ]    |                            |
| 2014/15 | 1    | Süper Lig  | 6         | [ 3 ]    |                            |
| 2015/16 | 1    | Süper Lig  | 11        | [ 4 ]    |                            |
| 2016/17 | 1    | Süper Lig  | 14        | [ 5 ]    |                            |
| 2017/18 | 1    | Süper Lig  | 13        | [ 6 ]    |                            |
| 2018/19 | 1    | Süper Lig  | 16        | [ 7 ]    | Nedflyttad till TFF 1. Lig |
| 2019/20 | 2    | TFF 1. Lig | 6         | [ 8 ]    |                            |
| 2020/21 | 2    | TFF 1. Lig | 10        | [ 9 ]    |                            |
| 2021/22 | 2    | TFF 1. Lig | 17        |          |                            |

## Nuvarande trupp
Uppdaterad: 18 september 2019
| Nr | Land           | Pos | Namn                           |
| -- | -------------- | --- | ------------------------------ |
| 1  | Turkiet        | MV  | Deniz Aydin                    |
| 3  | Turkiet        | F   | Onur Atasayar                  |
| 4  | Turkiet        | F   | Cüneyt Köz                     |
| 5  | Turkiet        | MF  | Emirhan Aydoğan                |
| 6  | Turkiet        | MF  | Ramazan Keskin                 |
| 7  | Turkiet        | F   | Burak Kapacak                  |
| 8  | Nordmakedonien | MF  | Jani Atanasov                  |
| 9  | Turkiet        | A   | Kubilay Kanatsizkus            |
| 10 | Turkiet        | MF  | Özer Hurmacı                   |
| 11 | Ukraina        | A   | Yevhen Seleznyov               |
| 12 | Nigeria        | MF  | Shehu Abdullahi                |
| 14 | Rumänien       | F   | Iasmin Latovlevici             |
| 15 | Turkiet        | MF  | Aykut Akgün                    |
| 17 | Turkiet        | MF  | Recep Aydın                    |
| 18 | Turkiet        | A   | Ali Akman                      |
| 19 | Turkiet        | MF  | Selçuk Şahin                   |
| 20 | Schweiz        | MF  | Musa Araz (lån från Konyaspor) |
| 22 | Turkiet        | F   | İsmail Çokçalış                |
| 23 | Brasilien      | A   | Igor                           |
| 24 | Turkiet        | MV  | Onurcan Piri                   |

| Nr | Land     | Pos | Namn                               |
| -- | -------- | --- | ---------------------------------- |
| 25 | Turkiet  | MV  | Çağlar Şahin Akbaba                |
| 27 | Turkiet  | MF  | Sedat Dursun                       |
| 29 | Turkiet  | F   | Enes Kayar                         |
| 30 | Turkiet  | F   | Rüştü Hanlı                        |
| 33 | Turkiet  | F   | Kerem Kök                          |
| 35 | Turkiet  | MV  | Ataberk Dadakdeniz                 |
| 36 | Tyskland | F   | Burak Altıparmak                   |
| 51 | Turkiet  | A   | Çağatay Yılmaz                     |
| 54 | Turkiet  | F   | Ahmet Furkan Özcan                 |
| 76 | Turkiet  | MF  | Can Çavuşluk                       |
| 79 | Turkiet  | MF  | Ozan İsmail Koç                    |
| 97 | Turkiet  | MF  | Berk Akgönül                       |
| —  | Turkiet  | MV  | Canberk Yurdakul                   |
| —  | Turkiet  | MF  | Eren Güler                         |
| —  | Turkiet  | MF  | Batuhan Kör                        |
| —  | Turkiet  | F   | Anıl Karaer (lån från Osmanlıspor) |
| —  | Senegal  | F   | Mamadou Diarra                     |
|    | Turkiet  | F   | Furkan Ünver                       |
|    | Turkiet  | MV  | Mustafa Uysal                      |